# Psebena brevipennis
Psebena brevipennis là một loài bọ cánh cứng trong họ Cerambycidae.